# Dejan Ilić (trubač)
Dejan Ilić (Vranje, 8. decembar 1977) je srpski muzičar, trubač romskog porekla.
19.maja 2023 god.Dejanu Iliću  u  ime orkestra uručena je  nagrada ,,Kraljevski oskar" za najpopularniji trubački  orkestar godine.

## Biografija
Odrastao je u mestu Stubal, blizu Vladičinog Hana na  jugu Srbije gde i danas živi.
Dejan je još kao dečak od 10 godina pokazao interesovanje za trubu, i ubrzo zatim krenuo da je svira. Već punih 25 godina predvodi trubački orkestar .Dejan je sa svojim orkestrom svirao  na svadbama ,manifestacijama festivalima i koncertima širom Evrope.

### Školovanje
Završio je srednju školu u Vladičinom Hanu. Posle višegodišnjeg truda, i angažovanja orkestar je postao jedan od poznatijih   medijskih trubačkih  Orkestara u Srbiji. Orkestar Dejana Ilića učestvovao na mnogobrojnim takmičenjima i manifestacijama raznih tematskih sadržaja kako u Srbiji tako i inostranstvu, i samim tim postizao odredjena priznanja. Između ostalog, orkestar je tokom  2006 i 2018 godine godine boravio u Poljskoj,u gradu Welikopoljski Goržov  gde je svojim muziciranjem uveličao tamošnji Romski svetski festival. Takođe  orkestar je  svirao i na ostalim brojnim koncertima u Evropi. Pored toga, poznato je gostovanje orkestra u raznim TV emisijama i serijama RTS-a (Jutarnji program, Žikina šarenica, Šarenica  Stižu dolari, Bela lađa, Jedna pesma – Jedna želja, Igra sudbine) 
Dejan Ilić je sa svojim orkestom izdao tri studijska albuma i to dva u izdanju ,,PGP-RTS" (2006,2009) i jedan u izdanju ,,City Recordsa" 2013.
Orkestar je 19.maja 2023 godine je proglašen za ,,Orkestar godine "  i dodeljena je nagrada ,,KRALJEVSKI OSKAR " šefu orkestra  Dejanu Iliću.

## Diskografija
Orkestar Dejana Ilića je tokom 2007. godine izdao prvi album prvenac pod nazivom Duša Trube, u izdanju PGP RTS-a, 2009. Drugi CD pod nazivom Vesele Trube izdat je takođe u izdanju PGP-RTS-a. 2013. Početkom avgusta Dejan Ilić je izdao treći album Balkanske Trube u izdanju Siti rekordsa.

## Spoljašnje veze
http://www.trubaci.rs